# Ď
Het grafeem Ď (onderkast: ď) is een letter uit het Tsjechische en Slowaakse alfabet. Het is gevormd met de Latijnse letter D (onderkast: d) met de toevoeging van een haček.